# Toril Marie Øie

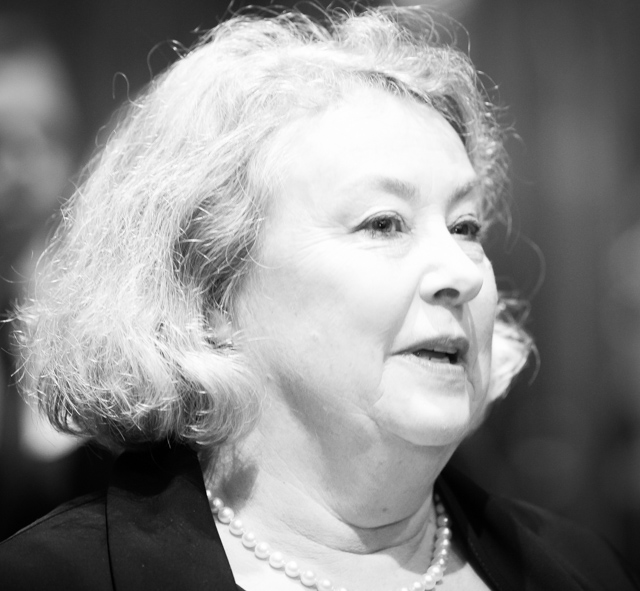
Toril Marie Øie (2017)

Toril Marie Øie (* 1960 in Oslo) ist eine norwegische Juristin. Seit 2004 ist sie Richterin am Obersten Gerichtshof von Norwegen und seit 2016 als erste Frau dessen Präsidentin.

## Leben und Wirken
Øie studierte Rechtswissenschaft an der Universität Oslo, wo sie 1986 ihr Studium beendete. Anschließend trat sie in den Dienst der norwegischen Justiz und wurde von 1986 bis 2004 zunächst in der Rechtsabteilung des Justiz- und Polizeiministeriums eingesetzt, ab 1990 als Rechtsberaterin und ab 2000 als stellvertretende Generaldirektorin und Leiterin der Abteilung für Strafrecht und Strafprozessrecht. Dort war sie hauptsächlich mit der Vorbereitung von Gesetzesänderungen, Rechtsgutachten und rechtstechnischer Unterstützung anderer Ministerien befasst. Nebenher unterrichtete sie als Dozentin am Institut für Öffentliches Recht der Universität Oslo. Von 1988 bis 1990 wurde sie kurzzeitig als stellvertretende Richterin und später als amtierende Richterin und amtierende Vorsitzende Richterin am Amtsgericht Strømmen eingesetzt.
Im August 2004 wurde sie trotz nur kurzzeitiger praktischer Tätigkeit als Richterin zur Richterin am Obersten Gerichtshof ernannt. Von 2011 bis 2015 war sie Fachredakteurin des „Norsk lovkommentar“ (Norwegischer Gesetzeskommentar) und hatte verschiedene öffentliche Ämter inne. Später war sie unter anderem Mitglied des lokalen norwegischen Vorstands der Nordischen Juristenkonferenzen. Daneben hat sie unter anderem zwei Lehrbücher zum Strafrecht verfasst, ist Mitautorin von Kommentaren zum Zivilrecht, Mitherausgeberin der Zweihundertjahrfeier-Festschrift des Obersten Gerichtshofs und des Gedenkbandes für den ehemaligen Gerichtspräsidenten Tore Schei und hat auch eine Reihe von Artikeln, hauptsächlich zum Strafrecht und Strafprozessrecht, verfasst.
Øie wurde im März 2016 zur Präsidentin des Obersten Gerichtshofs von Norwegen ernannt. Sie ist die 20. Präsidentin in der über 200-jährigen Geschichte des Obersten Gerichtshofs und die erste Frau, die dieses Amt bekleidet. Am 9. Oktober 2018 wurde Øie zur Kommandeurin mit Stern des Sankt-Olav-Ordens ernannt.